# ؟ (آلبوم)
«؟» عنوان دومین آلبوم استودیویی از هنرمند اهل ایالات متحده آمریکا، اکس‌اکس‌اکس تنتاسیون است که در ۱۶ مارس ۲۰۱۸ منتشر شد.